# Luke Harper
Jonathan Huber, meglio conosciuto con i ring name Luke Harper e Brodie Lee (Rochester, 16 dicembre 1979 – Jacksonville, 26 dicembre 2020), è stato un wrestler statunitense, noto per i suoi trascorsi nella WWE tra il 2012 e il 2019.
In WWE ha detenuto una volta l'Intercontinental Championship, una volta l'NXT Tag Team Championship (con Erick Rowan) e due volte lo SmackDown Tag Team Championship (una volta con Rowan e una volta con Bray Wyatt e Randy Orton). Nella All Elite Wrestling, in cui ha militato nel 2020, ha vinto una volta l'AEW TNT Championship.

## Carriera

### Inizi (2003-2006)
Dopo essere stato allenato da Kirby Marcos e Rik Matrix a Rochester, da Tony Mamaluke a Schenectady, a New York, Huber debutta per la NWA Upstate il 7 ottobre 2003, usando il ring name di Brodie Lee, combinando i nomi dell'attore Jason Lee e Brodie Bruce, personaggio da lui interpretato. Huber dice che Rick Rude, Jake Roberts e Big Show lo hanno ispirato a diventare un wrestler. Nella NWA Upstate, vince diversi titoli come l'Heavyweight Title e il No Limits Television Title, che unifica con il Kayfabe Dojo Championship.

### Circuito indipendente (2007-2011)
Huber fa il suo debutto per la Chikara il 24 marzo 2007, a Time Will Prove Everything, perdendo contro Equinox. Lee ritorna nella promotion due mesi più tardi, battendo Equinox nel rematch e iniziando così una Undefeated Strek durata fino alla fine del 2007. Nel mese di agosto, Lee si allea con Colin Olsen e Jimmy Olsen, adottando il soprannome di "Big Rig" e adottando la strana gimmick di un guidatore di camion. Lee e gli Olsen avrebbero dovuto partecipare al King of Trios 2008, ma Colin firma improvvisamente un contratto con la WWE. Il sostituto di Colin si rivela essere Retail Dragon, ma ciò sarà inutile dato che Lee attacca Jimmy Olsen durante il primo match.
Nell'aprile 2008, Lee inizia ad attaccare dei pesi leggeri diventando Heel definitivamente. Ciò porta ad un feud con Claudio Castagnoli, altro grande talento della Chikara. Durante il loro primo match, Castagnoli viene squalificato per aver colpito involontariamente con un calcio il direttore di gara. Il secondo match, che ha luogo il 24 maggio, vede il match finire per squalifica con la solita dinamica, solo che questa volta è Lee a colpire l'arbitro. Tutto ciò termina in un No DQ match il 13 luglio, dove Lee sconfigge Castagnoli grazie alle interferenze di Shayne Hawke e Mitch Ryder, nemici di Castagnoli da quando quest'ultimo aveva rotto i Kings of Wrestling l'anno prima. Il Feud termina definitivamente il 7 settembre 2008, nel primo Steel Cage Match in assoluto della promotion, dove Castagnoli sconfigge Brodie Lee.
Sul finire del 2008, Lee si allea con Grizzly Redwood ed Eddie Kingston, formando la stable dei Roughnecks. Il 21 febbraio 2009, i tre sconfiggono UltraMantis Black, Crossbones e Sami Callihan in un 6-man tag team match, guadagnandosi la qualificazione al King of Trios 2009. Tuttavia, il 27 marzo, perdono al primo round contro il Team Uppercut (Bryan Danielson, Claudio Castagnoli e Dave Taylor). Successivamente, Kingston lascia la stable per concentrarsi nel suo Feud con Castagnoli e Lee e Redwood iniziano a competere nella categoria Tag Team. Sconfiggono abbastanza facilmente El Hijo del Ice Cream & Ice Cream, Jr., Cheech Hernandez & K.C. Day e i North Star Express (Darin Corbin & Ryan Cruz), andando a sfidare Soldier Ant e Fire Ant per i Chikara Campeonatos de Parejas, ma perdono il classico 2 out of 3 falls match per 2-0. Lee, già abbastanza nervoso per ciò, dà a Redwood un'ultima opportunità, ma quando i due perdono contro Amasis e Ophidian, Lee colpisce con un Big Boot la faccia di Grizzly, finendo definitivamente i Roughnecks. Redwood si infortuna e fa il suo ritorno 6 mesi dopo, nell'aprile 2010, quando inizia un Feud con lo stesso Brodie Il 29 agosto 2010, Lee partecipa alla Countdown Showdown battle royal, venendo eliminato da Grizzly Redwood. Il 23 ottobre, Lee perde contro Dasher Hetfield, che viene sconfitto invece il giorno dopo da Redwood. Il 20 novembre, Lee e Redwood dimostrano rispetto reciproco e si alleano nuovamente, attaccando Hetfield. Il 23 gennaio 2011, i Roughnecks battono Sugar Dunkerton e Hetfield in un match di coppia. Tuttavia, nel rematch, un Lumberjack Match, Dunkerton e Hetfield battono i Roughnecks. Nel maggio 2011, Lee partecipa al torneo per decretare il primo Chikara Grand Champion, ma viene escluso dal torneo durante il primo round quando subisce un infortunio. Lee ritorna nella Chikara il 25 marzo 2012, rivelandosi lo sfidante di Eddie Kingston per il Chikara Grand Championship, ma perde il match.
Lee fa il suo debutto per la Squared Circle Wrestling (2CW) il 20 agosto 2007, facendo coppia con Colin Olsen in un match di coppia, venendo sconfitti dagli Wyld Stallyns. Lee si afferma come Heel anche nella NWA Upstate. Il 26 luglio 2008, è protagonista di un incidente con un fan poiché Lee, infastidito da quest'ultimo, gli rifila un pugno in faccia. Lee viene sospeso dalla 2CW, ma ritorna il 24 ottobre con una grande standing ovation, nonostante il suo allineamento Heel e portando il Team NWA Upstate alla vittoria in un 8-man tag team match contro il Team 2CW. Lee inizia poi una rivalità con Slyck Wagner Brown. Brodie vince il feud battendo Brown in un Rubber Match il 19 febbraio 2010 e il 3 aprile in un 2 out of 3 falls match. Vinta la rivalità, Lee sfida Jason Axe per Lee il 2CW Heavyweight Championship il 20 giugno 2010, ma perde per interferenze esterne. Dopo aver sconfitto Isys Ephex in un match per decretare il primo sfidante, il 22 agosto, Lee batte Jason Axe e vince il titolo 2CW. Difende il titolo in un "I Quit" Match contro Axe, ma perde definitivamente il titolo contro Slyck Wagner Brown il 19 novembre. Torna in 2CW ad aprile 2012, dove conquista per la seconda volta il 2CW Heavyweight Championship.
Lee fa il suo debutto nella Ring of Honor (ROH) il 25 ottobre 2008, entrando nella Age of the Fall, aiutando Jimmy Jacobs a battere Austin Aries in un Anything Goes Match. Successivamente, fa coppia con Delirious, altro membro della stable, battendo Cheech e Cloudy e attacca Necro Butcher. Il 7 novembre, Lee sfida Necro Butcher in un match finito in squalifica quando la Age of the Fall attacca Necro. Il 27 febbraio 2009, ha luogo il rematch in un Anything Goes Match che viene vinto da Butcher. Nel mese di marzo, Delirious effettua un Turn Face e il 30 maggio sconfigge Brodie Lee. Dopo questo match, il contratto con la ROH di Lee scade.
Lee fa il suo debutto nella Jersey All Pro Wrestling il 28 marzo 2009, come membro della Hillbilly Wrecking Crew, insieme a Necro Butcher e Trevor Murdoch. Il 1º agosto, Lee e Necro sconfiggono Corvis Fear e Myke Quest vincendo il JAPW Tag Team Championship. Il 23 gennaio 2010, perdono i titoli contro Havok e Monsta Mack, in un Triple Treath Tag Team Match che includeva anche Nate Harred e Nick Cage. Il 20 marzo 2010, Lee tenta l'assalto al JAPW Heavyweight Championship, ma il campione Dan Maff mantiene la cintura. Dopo il match, Nick Cage entra a far parte della Hillbilly Wrecking Crew, attaccando Maff e sostituendo Murdoch che aveva nel frattempo lasciato la federazione. Il 22 maggio, Lee e Necro sfidano Maff e Charlie Haas, detentore del JAPW New Jersey State Championship in un match di coppia dove i primi mettevano in palio il loro contratto con la JAPW mentre in secondi mettevano in palio i loro titoli. Lee schiena Charlie Haas, anche grazie al tradimento di Maff e diventa New Jersey State Champion. Il 20 novembre, dopo aver difeso il titolo contro Eddie Kingston, conquista anche il JAPW Heavyweight Championship in uno Scramble Match a 4 uomini che comprendeva anche Maff, Azireal e Nick Cage. Lee difende il titolo contro Rhino. Il 30 dicembre 2011, Lee viene privato del titolo, in quanto non appariva negli show della federazione da nove mesi.
Lee fa il suo debutto per la EVOLVE il 16 gennaio 2010, durante il primo show della promotion, facendo squadra con Icarus e Gran Akuma, perdendo contro Mike Quackenbush, Hallowicked e Frightmare. Dopo aver perso contro Akuma un match singolo, il 13 marzo, Lee ottiene la sua prima vittoria vincendo un Fatal 4-Way che comprendeva anche Akuma, Hallowicked e Chris Dickinson. Il 23 luglio, il suo match contro Jon Moxley finisce in No Contest. Dopo le proteste di Moxley per l'interruzione del match, Lee prende una sedia e la sbatte in faccia a Jon. Ciò provoca la sua sospensione dalla federazione. Ritorna per un solo match il 20 maggio 2011, venendo sconfitto da Sami Callihan per sottomissione.

### WWE (2012-2020)

#### The Wyatt Family (2012-2014)
Nel marzo 2012, viene resa nota la firma di Jon Huber con la WWE e cambia il suo ring name in Luke Harper. Fa il suo debutto il 10 maggio come Brodie Lee, perdendo contro Garrett Dylan all'Orlando Show del 18 maggio, quando, in coppia con Benicio Salazar, perde un match di coppia contro Adam Mercer e CJ Parker. Al Winter Heaven Show del 22 giugno, perde per la terza volta consecutiva insieme a Erick Rowan, contro Jason Jordan e Martin Harris. Al Tampa Show del 28 giugno, Harper perde un 8-man Elimination Tag team Match insieme a Brad Maddox, Erick Rowan e Leo Kruger contro i quattro face, ovvero Mike Dalton, Leakee, Seth Rollins e Xavier Woods. Il giorno dopo, perde insieme a Rowan, contro Lincoln Broderick e Big E Langston. Il 5 luglio, Rowan e Harper sconfiggono Aiden English e Briley Pierce. Dall'agosto 2012 la FCW chiude e tutti i talenti vengono spostati ad NXT.
Il 7 novembre, Harper fa il suo debutto presentandosi come alleato di Bray Wyatt, facendo parte della sua Wyatt Family. La stessa sera, sconfigge Jason Jordan. Due settimane dopo, Harper combatte nuovamente, sconfiggendo Mike Dalton. Il 9 gennaio, fa coppia con l'alleato Erick Rowan, sconfiggendo Percy Watson e Yoshi Tatsu. Battendo Watson e Tatsu, e Bo Dallas e Michael McGillicutty, avanzano in finale nel torneo per decretare i primi NXT Tag Team Champions. Pur perdendo la finale contro Adrian Neville e Oliver Grey, il 2 maggio, Harper e Rowan sconfiggono Neville e il sostituto di Grey, Bo Dallas, conquistando l'NXT Tag Team Championship. Perdono le corone il 12 maggio nei tapings di NXT contro Neville e Corey Graves.
Nella puntata di Raw del 27 maggio, una vignetta dedicata alla "Wyatt Family" viene mandata in onda, concludendosi con la frase "We're coming" di Bray Wyatt. La vignetta è risultata a portare Wyatt come #1 trending worldwide su Twitter. Da allora, una nuova vignetta è stata mandata in onda ogni lunedì sera e ha dimostrato ogni settimana, che porta alla formazione di debutto della Wyatt Family. Nella puntata di Raw dell'8 luglio, la Wyatt Family debutta con un attacco ai danni di Kane. Debuttano nel ring nella puntata di WWE Smackdown del 26 luglio i due membri della Wyatt Family Luke Harper e Erick Rowan sconfiggono i Tons of Funk. Nella puntata di Raw del 4 novembre perde contro CM Punk. A Survivor Series Harper e Rowan perdono contro CM Punk e Daniel Bryan. Nella puntata di WWE Raw del 25 novembre la Wyatt Family affronta CM Punk e Daniel Bryan in un Handicap Match ma il Match finisce in un No Contest. Nell'edizione di WWE SmackDown del 29 novembre la Wyatt Family e lo Shield perdono contro i Rhodes Brothers, Usos, Rey Mysterio e CM Punk in un 12 Man Tag Team Match. Nella puntata di WWE Raw del 9 dicembre dedicata agli Slammy Awards Luke Harper e Erick Rowan sconfiggono gli Usos. Nella puntata di WWE SmackDown del 13 dicembre Harper perde contro Daniel Bryan per squalifica. A TLC la Wyatt Family batte Daniel Bryan in un 3 on 1 Handicap Match. Nella puntata di WWE SmackDown del 20 dicembre Harper e Rowan battono Cody Rhodes e Goldust. Nella puntata di Raw del 23 dicembre la Bray Wyatt, Luke Harper e Erick Rowan battono Daniel Bryan e The Rhodes Dynasty. Nella puntata di Smackdown del 27 dicembre Harper e Rowan sconfiggono gli Usos.Partecipa alla Royal Rumble entrando col numero 22 venendo pero poi eliminato da Roman Reigns. Ad Elimination Chamber la Wyatt Family sconfigge lo Shield. Nella puntata di SmackDown del 21 marzo Harper viene sconfitto da John Cena dopo un bel match. Nella puntata di Raw del 21 aprile Harper, Wyatt e Rowan sconfiggono John Cena in un Handicap match. Nella puntata di SmackDown del 25 aprile assieme a Rowan sconfigge Cody Rhodes e Goldust. Il 10 giugno a Main Event viene sconfitto da Jimmy Uso. Il 29 giugno a Money in the Bank, Harper e Rowan sfidano senza successo gli Usos per i WWE Tag Team Championship. Nella puntata di SmackDown del 18 luglio viene sconfitto da Chris Jericho. A Battleground, Harper e Rowan falliscono nuovamente l'assalto ai titoli di coppia contro gli Usos in un 2-out-of-3 falls match sul punteggio di 2 a 1.

#### Competizione singola (2014-2015)
Harper viene "liberato" da Bray Wyatt e, dopo settimane di promo riguardanti il suo personaggio, nella puntata di Raw del 10 novembre 2014 attacca nel backstage Dolph Ziggler sotto gli occhi di Triple H e Stephanie McMahon e si offre come quinto elemento del team Authority, che affronterà il team Cena alle Survivor Series.
Una settimana dopo, sempre a Raw, vince il suo primo titolo nel main roster della WWE, sconfiggendo Dolph Ziggler e aggiudicandosi l'Intercontinental Championship. La sera successiva alle Survivor Series (da cui esce sconfitto come membro del Team Authority) mantiene il titolo contro Dean Ambrose perdendo per squalifica dopo aver spinto l'avversario addosso all'arbitro. Il regno dura fino a TLC, quando perde la cintura per mano di Dolph Ziggler in un Ladder Match.
Perde anche il rematch contro Ziggler. Dopo aver perso il Feud con Ziggler, Harper combatte vari match contro Jack Swagger battendolo sia a Superstars che a Raw. Sconfiggerà poi il suo ex compagno della Wyatt Family, Erick Rowan sia a Raw che a Smackdown, permettendoli di non partecipare alla Royal Rumble. Alla Royal Rumble entra con il numero 4 e viene eliminato da Bray Wyatt. Nella puntata di Raw del 2 marzo viene sconfitto da Daniel Bryan. Viene poi inserito nel feud per l'Intercontinental Championship e a WrestleMania 31 partecipa ad un Ladder Match con il titolo in palio, ma tuttavia non riesce a vincere. Nella puntata di SmackDown Successiva Affronta Dean Ambrose, ma il match finisce in No Contest in quanto Harper scaraventa Ambrose sul tavolo dei commentatori infortunandolo. Nella puntata del 13 aprile di Raw perde contro Ryback per squalifica quando interviene Dean Ambrose attaccandolo e inseguendolo nel pubblico. Il 26 aprile a Extreme Rules, viene sconfitto da Dean Ambrose in un Chicago Street Fight match. Nella puntata di Raw successiva al pay-per-view, partecipa al torneo King of the Ring, venendo sconfitto ai quarti di finale da Neville. Viene sconfitto da Ryback, la settimana dopo a Raw. L'8 maggio a Superstars, batte Jack Swagger.

#### Reunion della Wyatt Family (2015-2016)
Nella prima metà di maggio, Harper si è alleato nuovamente con Erick Rowan. Dopo che Rowan ha subìto un infortunio, Harper si è riunito con Bray Wyatt il 19 luglio a Battleground aiutandolo a sconfiggere Roman Reigns. Il 24 agosto a Raw, Braun Strowman si è unito ad Harper e Wyatt come nuovo membro della Wyatt Family. Il 19 ottobre a Raw, Erick Rowan è tornato nella Wyatt Family. La Wyatt Family ha poi iniziato una faida con Kane e The Undertaker, che è terminata in un tag team match il 22 novembre alle Survivor Series, dove Harper e Wyatt sono stati sconfitti dai Brothers of Destruction. La notte seguente a Raw, Harper ha fatto coppia con Wyatt per sconfiggere i Dudley Boyz, iniziando una faida. Nelle settimane successive, Tommy Dreamer e Rhyno si sono uniti ai Dudley Boyz, portando ad un 8-man tag team tables match a TLC, dove Harper, Wyatt, Rowan e Strowman sono emersi vincitori. Il 24 gennaio, 2016, alla Royal Rumble, Harper ha preso parte al Royal Rumble match insieme agli altri membri della Wyatt Family, entrando col numero 13, ed è stato eliminato da Brock Lesnar. Dopo l'eliminazione, è tornato sul ring insieme al resto della Family per eliminare Lesnar.
Dopo le che la Wyatt Family aveva iniziato a rivaleggiare con Ryback e Big Show, questi due hanno affrontato, insieme a Kane, Harper, Rowan e Strowman a Fastlane del 21 febbraio riuscendo a sconfiggerli. A Roadblock del 12 marzo Bray e Harper hanno affrontato Brock Lesnar in un handicap match ma sono stati sconfitti. Nella puntata di Raw del 21 marzo, durante un dark match, Harper si è rotto il legamento crociato anteriore del ginocchio sinistro, che lo ha costretto ad uno stop durato circa sette mesi.

#### Faida con Randy Orton (2016-2017)
Harper è tornato a sorpresa il 9 ottobre 2016 durante il match tra Bray Wyatt e Randy Orton a No Mercy, favorendo Wyatt che s'è così aggiudicato l'incontro. A seguito di ciò Harper è diventato un membro del roster di SmackDown. Nella puntata di SmackDown dell'11 ottobre Harper e Wyatt hanno sconfitto Kane e Randy Orton. Nella successiva puntata di SmackDown del 18 ottobre Harper è stato sconfitto da Randy Orton per squalifica a causa dell'intervento di Bray Wyatt. Successivamente, Orton si è unito al duo, dichiarando di sentire il potere del male dentro di sé e unendosi, di fatto, alla Wyatt Family. Nella puntata di SmackDown dell'8 novembre la Wyatt Family, con il nuovo acquisto Randy Orton, ha sconfitto Dean Ambrose, James Ellsworth e Kane. Nella puntata di Main Event del 17 novembre Harper ha sconfitto Apollo Crews. Il 20 novembre, nel Kick-off di Survivor Series, Harper è stato sconfitto da Kane. La scena si è ripetuta anche nella puntata di SmackDown del 29 novembre, dove Harper è stato nuovamente sconfitto da Kane. Il 4 dicembre a TLC: Tables, Ladders & Chairs Wyatt e Orton hanno sconfitto Heath Slater e Rhyno, conquistando il WWE SmackDown Tag Team Championship. In seguito anche Harper è stato riconosciuto come campione grazie alla "Freebird Rule". Nella puntata di SmackDown del 13 dicembre Harper ha partecipato ad un Fatal 4-Way Elimination match, che comprendeva anche Dean Ambrose, Dolph Ziggler e l'Intercontinental Champion The Miz, per determinare il contendente n°1 al WWE Championship di AJ Styles; Harper, tuttavia, è stato eliminato da Ambrose mentre Ziggler si è aggiudicato la contesa. Nella puntata di SmackDown del 20 dicembre Harper è stato sconfitto da Dean Ambrose. Il 27 dicembre a SmackDown, Harper e Orton hanno perso i titoli a favore degli American Alpha (Chad Gable e Jason Jordan) in un Four Corners Elimination match che includeva anche Heath Slater e Rhyno e gli Usos (Jimmy Uso e Jey Uso), interrompendo il loro regno durato solo 23 giorni; Harper e Orton sono stati gli ultimi ad essere eliminati dagli American Alpha a causa di un errore di Orton che ha inavvertitamente colpito Harper, permettendo a Gable e Jordan di colpire Orton con la Grand Amplitude e vincere l'incontro. Nella puntata di SmackDown del 24 gennaio Harper è stato sconfitto dal suo compagno Randy Orton e, nel post match, è stato attaccato incredibilmente dal suo mentore Bray Wyatt con la Sister Abigail. Il 29 gennaio Harper ha partecipato al Royal Rumble match dell'omonimo pay-per-view entrando col numero 25 ed eliminando Apollo Crews ma è stato eliminato da Goldberg dopo appena dieci minuti di permanenza. Nella puntata di SmackDown del 31 gennaio Harper ha effettuato di fatto per la prima volta da quando è in WWE un turn face alleandosi col WWE Champion John Cena; i due, però, sono stati sconfitti da Bray Wyatt e Randy Orton. Il 12 febbraio, ad Elimination Chamber, Harper è stato sconfitto da Randy Orton. Nella puntata di SmackDown del 21 febbraio Harper ha partecipato ad una 10-Man Battle Royal per decretare lo sfidante di Bray Wyatt a WrestleMania 33 per il WWE Championship ma lui e AJ Styles si sono eliminati a vicenda, facendo concludere la contesa in un pareggio. Nella puntata di SmackDown del 28 febbraio il match per determinare lo sfidante di Bray Wyatt a WrestleMania 33 tra Harper e Styles si è concluso con la vittoria di quest'ultimo. Nella puntata di SmackDown del 28 marzo Harper è stato sconfitto dal WWE Champion Bray Wyatt in un match non titolato. Il 2 aprile, nel Kick-off di WrestleMania 33, Harper ha partecipato all'annuale André the Giant Memorial Battle Royal ma è stato eliminato. Nella puntata di SmackDown del 4 aprile Harper e il WWE Champion Randy Orton hanno sconfitto Bray Wyatt e il rientrante Erick Rowan. Nella puntata di SmackDown del 18 aprile Harper ha preso parte ad un Six-Pack Challenge match che includeva anche Dolph Ziggler, Erick Rowan, Jinder Mahal, Mojo Rawley e Sami Zayn per determinare il contendente n°1 al WWE Championship di Randy Orton ma il match è stato vinto da Mahal. Nella puntata di SmackDown del 9 maggio Harper è stato sconfitto da Erick Rowan. Il 21 maggio, a Backlash, Harper ha sconfitto Erick Rowan. Nella puntata di SmackDown del 20 giugno Harper è stato sconfitto dal WWE Champion Jinder Mahal in un match non titolato. Nella puntata di SmackDown del 4 luglio Harper ha partecipato all'Indipendence Day Battle Royal per determinare il contendente n°1 allo United States Championship di Kevin Owens ma è stato eliminato da Mojo Rawley.

#### Faida e alleanza con Erick Rowan (2017-2018)
Dalla puntata di SmackDown del 10 ottobre sono state mandate in onda delle vignette di Haper (accorciamento del suo precedente nome Luke Harper) insieme a Rowan (accorciamento del precedente nome Erick Rowan) dove i due hanno annunciato la creazione di un nuovo tag team: i Bludgeon Brothers; questo ha segnato il ritorno di Harper tra le file degli heel. I Bludgeon Brothers hanno fatto il loro debutto nella puntata di SmackDown del 21 novembre dove hanno sconfitto gli Hype Bros (Mojo Rawley e Zack Ryder). Nella puntata di SmackDown del 28 novembre i Bludgeon Brothers hanno sconfitto nuovamente gli Hype Bros. Nella puntata di SmackDown del 5 dicembre i Bludgeon Brothers hanno sconfitto facilmente Adam James e Josh Carr, due jobber locali. Nella puntata di SmackDown del 12 dicembre i Bludgeon Brothers hanno sconfitto senza problemi Colin Delaney e Joe Monroe. Il 17 dicembre, a Clash of Champions, i Bludgeon Brothers hanno sconfitto facilmente i Breezango (Tyler Breeze e Fandango). Nella puntata di SmackDown del 26 dicembre i Bludgeon Brothers hanno sconfitto i Breezango per squalifica a causa dell'intervento degli Ascension (Konnor e Viktor). Nella puntata di SmackDown del 9 gennaio 2018 i Bludgeon Brothers hanno sconfitto gli Ascension. Nella puntata di SmackDown del 30 gennaio i Bludgeon Brothers hanno sconfitto senza problemi Chris Wylde e Rory Gulak, due jobber locali. Nella puntata di SmackDown del 6 febbraio i Bludgeon Brothers hanno sconfitto facilmente i jobber Kenny Alfonso e Mat Fitchett. Nella puntata di SmackDown del 20 febbraio i Bludgeon Brothers hanno sconfitto in pochissimo tempo i jobber Eduardo Especial e Norval Rogers. L'11 marzo, a Fastlane, i Bludgeon Brothers sono intervenuti durante l'incontro tra gli Usos (Jey Uso e Jimmy Uso) e Kofi Kingston e Xavier Woods del New Day valevole per lo SmackDown Tag Team Championship (detenuto dagli Usos) attaccando entrambi i team e facendo terminare la contesa in un no-contest. Nella puntata di SmackDown del 13 marzo i Bludgeon Brothers hanno sconfitto la coppia formata da Big E (altro membro del New Day) e Jimmy Uso. Nella puntata di SmackDown del 20 marzo Harper ha sconfitto Jimmy Uso. Nella puntata di SmackDown del 27 marzo i Bludgeon Brothers hanno sconfitto Big E e Xavier Woods del New Day per squalifica a causa dell'intervento degli Usos. L'8 aprile, a WrestleMania 34, i Bludgeon Brothers hanno vinto lo SmackDown Tag Team Championship sconfiggendo i campioni, gli Usos, e Big E e Kofi Kingston del New Day in un Triple Threat Tag Team match. Nella puntata di SmackDown del 17 aprile Harper ha sconfitto Jey Uso. Il 27 aprile, a Greatest Royal Rumble, i Bludgeon Brothers hanno difeso con successo i titoli contro gli Usos. Nella puntata di SmackDown del 5 giugno Harper è stato sconfitto da Karl Anderson. Il 17 giugno, nel Kick-off di Money in the Bank, i Bludgeon Brothers hanno difeso con successo i titoli contro Luke Gallows e Karl Anderson. Nella puntata di SmackDown del 19 giugno i Bludgeon Brothers hanno difeso nuovamente con successo i titoli contro Luke Gallows e Karl Anderson. Nella puntata di SmackDown del 26 giugno Harper è stato sconfitto da Daniel Bryan per squalifica a causa dell'intervento di Rowan. Nella puntata di SmackDown del 10 luglio i Bludgeon Brothers e i SAnitY (Alexander Wolfe, Eric Young e Killian Dain) sono stati sconfitti dal Team Hell No (Daniel Bryan e Kane) e il New Day. Il 15 luglio, a Extreme Rules, i Bludgeon Brothers hanno difeso con successo i titoli contro il Team Hell No. Il 19 agosto, a SummerSlam, i Bludgeon Brothers hanno affrontato Big E e Xavier Woods del New Day per difendere i titoli ma sono stati sconfitti per squalifica (e senza dunque il cambio di titolo). Nella puntata di SmackDown del 21 agosto i Bludgeon Brothers hanno perso i titoli contro Kofi Kingston e Xavier Woods del New Day in un No Disqualification match dopo 135 giorni di regno. In quel match, Rowan si è infortunato, segnando lo scioglimento del team.

#### Faida con Roman Reigns (2019-2020)
Harper è tornato ufficialmente in azione il 6 aprile 2019 durante i WrestleMania Axxess di WrestleMania 35 dove ha affrontato Dominik Dijakovic. Il 7 aprile, nel Kick-off di WrestleMania 35, Harper ha partecipato all'annuale André the Giant Memorial Battle Royal ma è stato eliminato da Braun Strowman. In seguito, Harper è risultato inattivo da diversi mesi, ritornando poi a sorpresa il 15 settembre a Clash of Champions aiutando Erick Rowan a sconfiggere Roman Reigns in un No Disqualification match. Il 6 ottobre, a Hell in a Cell, Harper e Rowan sono stati sconfitti da Daniel Bryan e Roman Reigns in un Tornado Tag Team match. Il 31 ottobre, a Crown Jewel, Harper ha partecipato ad una Battle Royal per determinare lo sfidante di AJ Styles per lo United States Championship più avanti nella serata ma è stato eliminato da Erick Rowan.
L'8 dicembre, la WWE ha annunciato la rescissione del contratto di Luke Harper.

### All Elite Wrestling (2020)

#### Leader del Dark Order e TNT Champion (2020)
Nella puntata di Dynamite del 18 marzo 2020, Brodie Lee debuttò nella All Elite Wrestling (AEW), rivelandosi leader del Dark Order e attaccò i SoCal Uncensored. Brodie sfidò inoltre Jon Moxley a AEW Double or Nothing 2020 in un match valido per l'AEW World Championship, ma fu sconfitto. Nella puntata del 22 Agosto vinse il TNT Championship contro Cody. Al termine del match continuò a colpire Rhodes, il fratello Dustin, QT Marshall, accorsi per difenderlo. Dopo aver difeso il titolo contro Dustin Rhodes e Orange Cassidy, il 7 ottobre, lo perse in un dog collar match, contro il rientrante Cody Rhodes. Poco dopo fu annunciato che Lee subì un non meglio specificato infortunio
.

## Vita privata
Jonathan Huber era sposato dal 2008 con la collega Synndy Synn; la coppia aveva due figli.

## Morte
Huber soffriva di una malattia polmonare e nell'ottobre 2020, le sue condizioni peggiorarono improvvisamente, tanto da essere ricoverato in terapia intensiva presso il Mayo Clinic. Morì due mesi dopo, il 26 dicembre 2020, all'età di 41 anni. In seguito fu rivelato che la morte fu causata dalla fibrosi polmonare.

## Personaggio

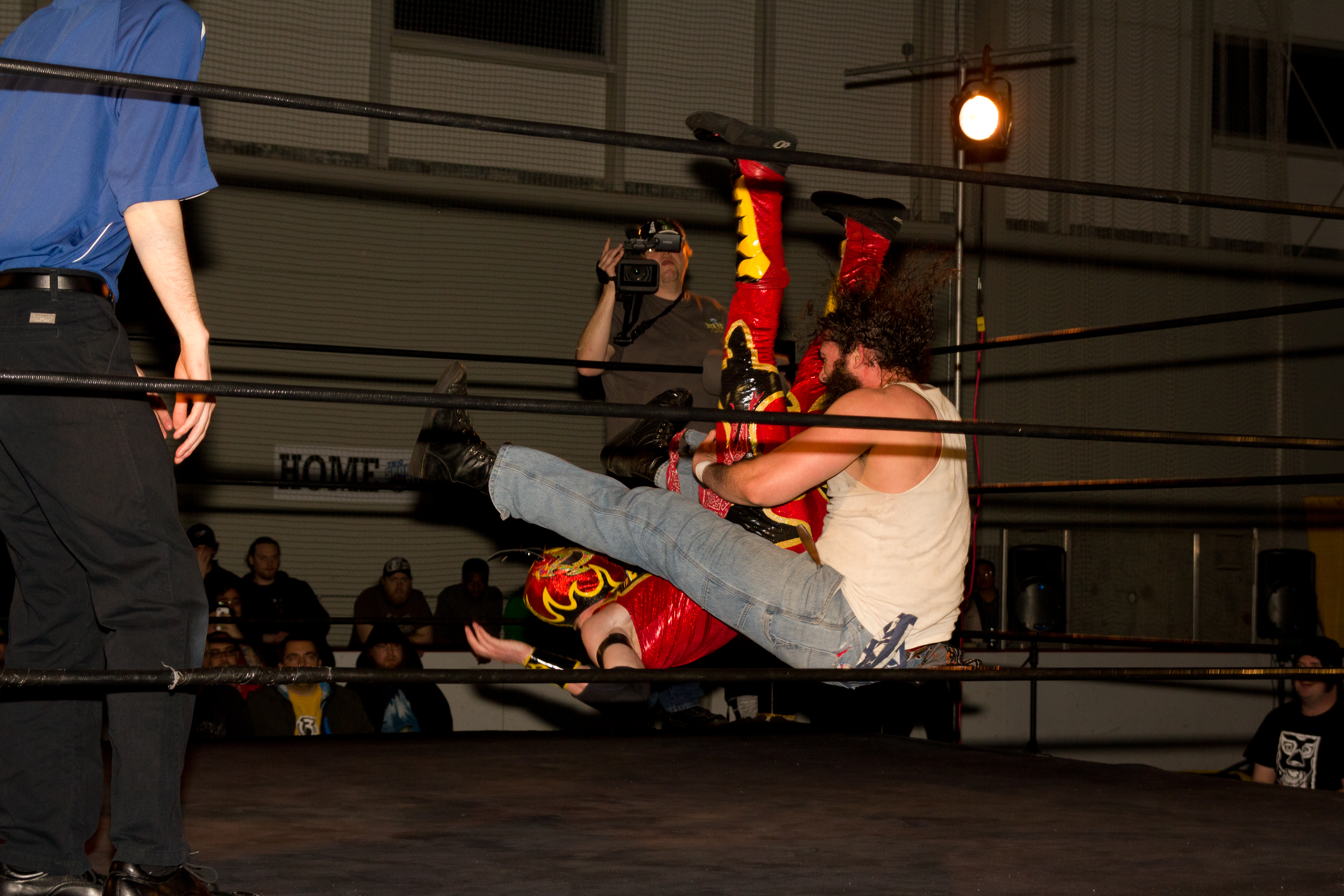
Brodie Lee mentre esegue la Brodie Bomb su Fire Ant

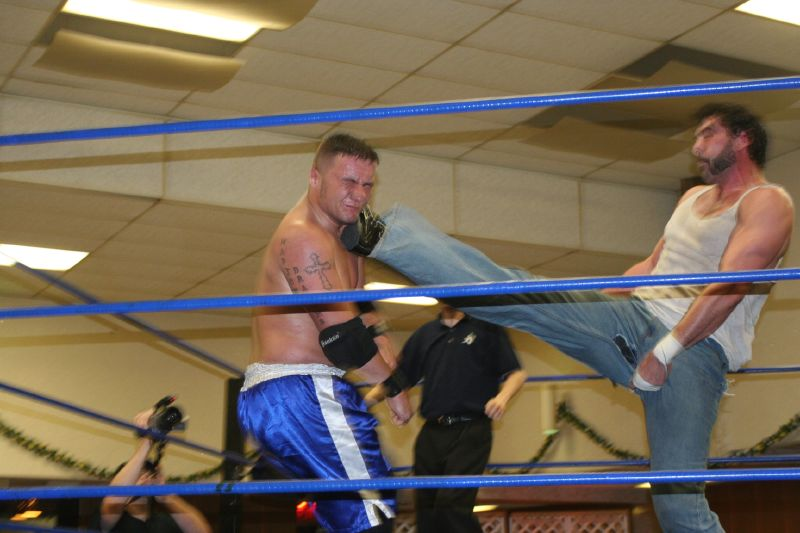
Brodie Lee mentre esegue un Big Boot su Drake Younger

### Mosse finali
- Come Brodie Lee
  - Brodie Bomb (Running sitout powerbomb)
  - Gutwrench powerbomb
  - Package piledriver
  - Truck Stop (Spinning side slam)
  - Discus Clothesline o Lariat
- Come Luke Harper
  - Discus Clothesline o Lariat
  - Truckstop (Spinning side slam) – 2012–2013

### Soprannomi
- Come Brodie Lee
  - "Big Rig"
  - "The Bulldozer"
  - "The Exalted One"
  - "The Right Stuff"
  - "Throat Load"
- Come Luke Harper
  - "Bray Wyatt's Prodigal Son"
  - "The Backwoods Brawler"
  - "The New Face of Desolation"

## Titoli e riconoscimenti
- All Elite Wrestling
  - AEW TNT Championship (1)
- Alpha-1 Wrestling
  - A1 Zero Gravity Championship (1)
- Jersey All Pro Wrestling

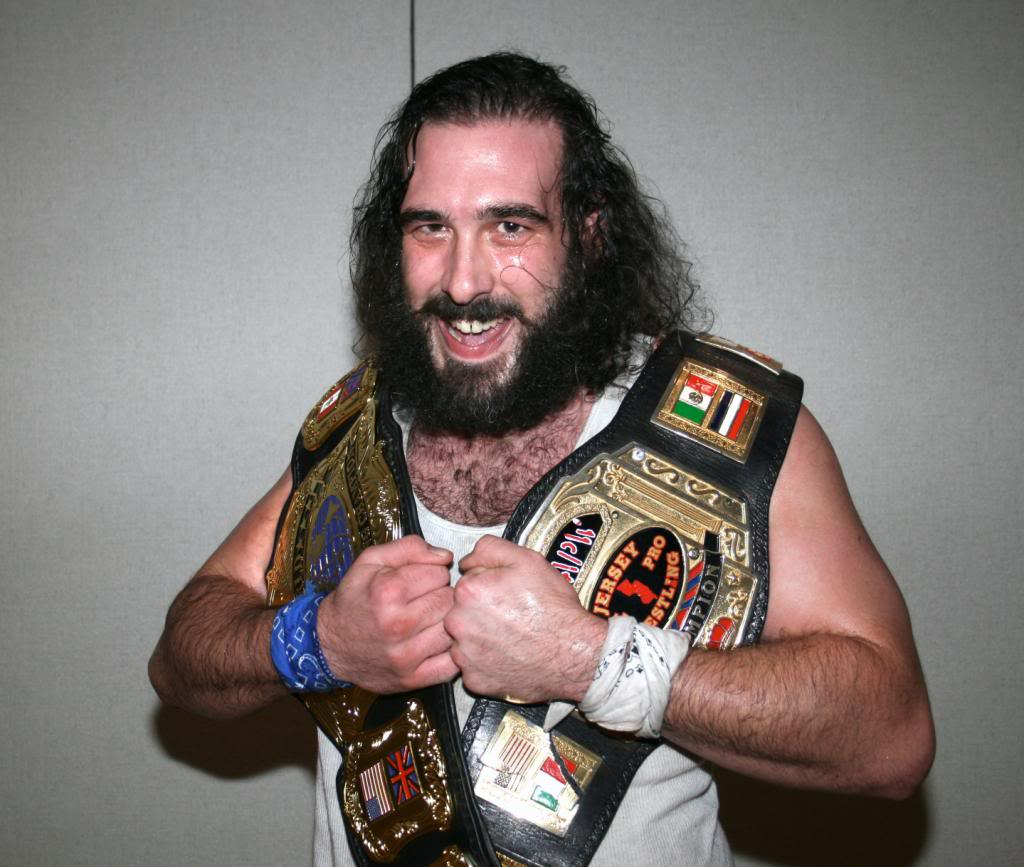
Brodie Lee con il JAPW Heavyweight Championship (spalla sinistra) e il JAPW Tag Team Championship (spalla destra), titoli che ha detenuto una volta (nel secondo caso con Necro Butcher)

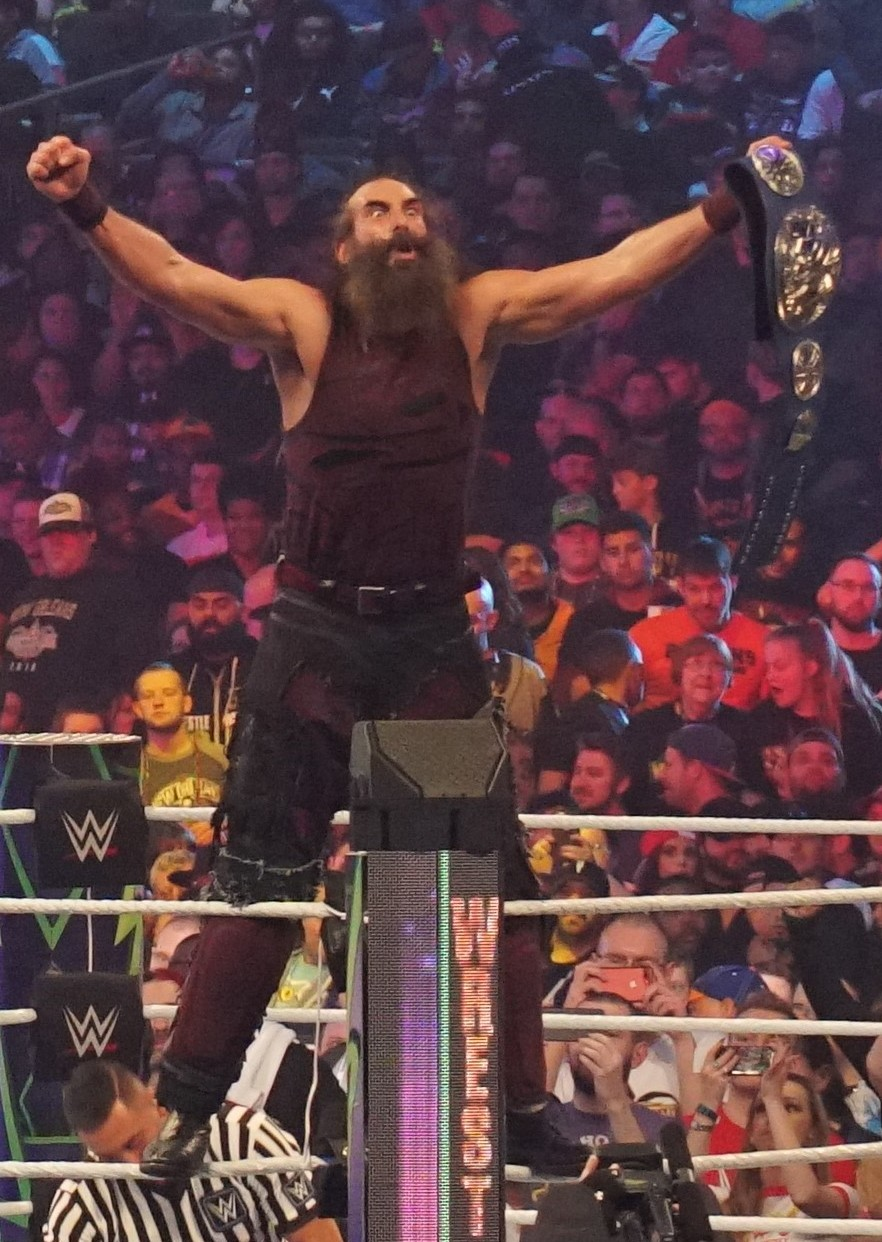
Harper con lo SmackDown Tag Team Championship, titolo che ha detenuto due volte (una con Rowan e una con Bray Wyatt e Randy Orton)

  - JAPW Heavyweight Championship (1)
  - JAPW New Jersey State Championship (1)
  - JAPW Tag Team Championship (1) – con Necro Butcher
- Next Era Wrestling
  - NEW Heavyweight Championship (1)
- NWA Empire
  - NWA Empire Heavyweight Championship (1)
- NWA Mississippi
  - NWA Southern Television Championship (1)
- Pro Wrestling Illustrated
  - 24º tra i 500 migliori wrestler singoli nella PWI 500 (2015)
- Rochester Pro Wrestling/NWA Upstate/NWA New York
  - NWA Upstate Kayfabe Dojo Championship (1)
  - NWA Upstate/NWA New York Heavyweight Championship (3)
  - RPW Tag Team Championship (1) – con Freddie Midnight
  - RPW/NWA Upstate Television Championship (1)
- Squared Circle Wrestling
  - 2CW Heavyweight Championship (2)
- World of Hurt Wrestling
  - WOHW United States Championship (3)
- WWE
  - NXT Tag Team Championship (1) – con Erick Rowan
  - WWE Intercontinental Championship (1)
  - WWE SmackDown Tag Team Championship (2) – con Rowan (1) e Bray Wyatt e Randy Orton (1)[25]
  - Slammy Award (1)
    - Match of the Year (2014) Team Cena vs. Team Authority a Survivor Series
- Wrestling Observer Newsletter
  - Best Gimmick (2013) The Wyatt Family

## Filmografia
- Mohawk, regia di Ted Geoghegan (2017)
- Damnation - serie TV, 1 episodio (2018)